# Torjus Hansén
Torjus Hansén (ur. 29 października 1973 w Skien) – norweski piłkarz grający na pozycji środkowego obrońcy. Od 2005 roku jest piłkarzem klubu Odds BK.

## Kariera klubowa
Karierę piłkarską Hansén rozpoczął w amatorskim klubie Gulset IF. W 1993 roku przeszedł do Odds BK z rodzinnego miasta Skien. W 1988 roku awansował do kadry pierwszego zespołu i zadebiutował w jego barwach w drugiej lidze norweskiej. W Odds BK grał do końca 1998 roku, a na początku 1999 roku przeszedł do Lillestrøm SK, w którym występował na boiskach pierwszej ligi. W 2001 roku wywalczył z Lillestrøm wicemistrzostwo Norwegii.
W połowie 2002 roku Hansén został zawodnikiem niemieckiej Arminii Bielefeld. W Bundeslidze zadebiutował 24 sierpnia 2002 w wygranym 1:0 domowym meczu z VfL Wolfsburg. W Arminii grał przez sezon. Na koniec sezonu 2002/2003 spadł z tym klubem do drugiej ligi niemieckiej.
W połowie 2003 roku Hansén wrócił do Norwegii i został piłkarzem Rosenborga Trondheim. Zadebiutował w nim 27 lipca 2003 w zwycięskim 1:0 wyjazdowym meczu z Vålerenga Fotball. W latach 2003–2004 dwukrotnie z rzędu wywalczył z Rosenborgiem mistrzostwo Norwegii. W 2003 roku zdobył też Puchar Norwegii.
W 2005 roku Hansén wrócił do zespołu Odds BK. W 2007 roku spadł z nim z pierwszej do drugiej ligi, a od 2009 roku ponownie występuje w norweskiej pierwszej lidze.
| Sezon   | Klub              | Kraj     | Rozgrywki    | Mecze | Bramki |
| ------- | ----------------- | -------- | ------------ | ----- | ------ |
| 1993    | Odds BK           | Norwegia | Adeccoligaen | 23    | 3      |
| 1994    | Odds BK           | Norwegia | Adeccoligaen | 6     | 1      |
| 1995    | Odds BK           | Norwegia | Adeccoligaen | 21    | 0      |
| 1996    | Odds BK           | Norwegia | Adeccoligaen | 22    | 1      |
| 1997    | Odds BK           | Norwegia | Adeccoligaen | 26    | 1      |
| 1998    | Odds BK           | Norwegia | Adeccoligaen | 25    | 0      |
| 1999    | Lillestrøm SK     | Norwegia | Tippeligaen  | 21    | 3      |
| 2000    | Lillestrøm SK     | Norwegia | Tippeligaen  | 24    | 0      |
| 2001    | Lillestrøm SK     | Norwegia | Tippeligaen  | 25    | 3      |
| 2002    | Lillestrøm SK     | Norwegia | Tippeligaen  | 17    | 1      |
| 2002/03 | Arminia Bielefeld | Niemcy   | Bundesliga   | 31    | 0      |
| 2003    | Rosenborg BK      | Norwegia | Tippeligaen  | 7     | 0      |
| 2004    | Rosenborg BK      | Norwegia | Tippeligaen  | 4     | 0      |
| 2005    | Odds BK           | Norwegia | Tippeligaen  | 23    | 0      |
| 2006    | Odds BK           | Norwegia | Tippeligaen  | 15    | 0      |
| 2007    | Odds BK           | Norwegia | Tippeligaen  | 18    | 0      |
| 2008    | Odds BK           | Norwegia | Adeccoligaen | 26    | 0      |
| 2009    | Odds BK           | Norwegia | Tippeligaen  | 28    | 0      |
| 2010    | Odds BK           | Norwegia | Tippeligaen  | 24    | 0      |
| 2011    | Odds BK           | Norwegia | Tippeligaen  |       |        |

## Kariera reprezentacyjna
W reprezentacji Norwegii Hansén zadebiutował 20 listopada 2002 roku w wygranym 1:0 towarzyskim spotkaniu z Austrią. W kadrze narodowej od 2002 do 2003 rozegrał 3 mecze.
| Mecze i gole w reprezentacji | Mecze i gole w reprezentacji | Mecze i gole w reprezentacji | Mecze i gole w reprezentacji | Mecze i gole w reprezentacji | Mecze i gole w reprezentacji | Mecze i gole w reprezentacji |
| #                            | Data                         | Stadion                      | Rywal                        | Wynik                        | Gol                          | Rozgrywki                    |
| 2002                         | 2002                         | 2002                         | 2002                         | 2002                         | 2002                         | 2002                         |
| ---------------------------- | ---------------------------- | ---------------------------- | ---------------------------- | ---------------------------- | ---------------------------- | ---------------------------- |
| 1.                           | 20.11.2002                   | Wiedeń, Austria              | Austria                      | 1:0                          | 0                            | towarzyski                   |
| 2003                         |                              |                              |                              |                              |                              |                              |
| 2.                           | 12.02.2003                   | Heraklion, Grecja            | Grecja                       | 0:1                          | 0                            | towarzyski                   |
| 3.                           | 30.04.2003                   | Dublin, Irlandia             | Irlandia                     | 0:1                          | 0                            | towarzyski                   |